# Amata hemiphoenica
Amata hemiphoenica là một loài bướm đêm thuộc phân họ Arctiinae, họ Erebidae.